# I successi (Gianni Celeste)
I successi è una raccolta del cantante italiano Gianni Celeste, pubblicata nel 2003.
L'album, oltre a contenere 8 vecchi successi riarrangiati, contiene 4 inediti.

## Tracce
1. Pianoforte
2. Daniela
3. Frate e frate
4. Anema mia
5. Hai barato
6. Cu tte 'mparadiso
7. Io e te
8. Sott'uocchie
9. Ire guagliona
10. Ricordo d'estate
11. Romanzo d'amore
12. Scugnizziello